# Kaïta Kayentao Diallo
Kaïta Kayentao Diallo es una juez maliense que fue presidenta de la Corte Suprema de Malí desde 2006 hasta 2011.

## Trayectoria
Diallo comenzó su carrera como juez de instrucción en el Tribunal de Primera Instancia de Mopti en 1971. En 1985, fue la primera mujer nombrada juez de paz con jurisdicción ampliada en Bougouni.
Fue presidenta de la sección judicial del Tribunal Supremo. Posteriormente, fue nombrada Presidenta del Tribunal Supremo de Malí por el presidente Amadou Toumani Touré en mayo de 2006,  inició su mandato el 20 de julio y fue la primera mujer en ocupar este cargo. Se retiró el 1 de enero de 2011.
En 2011, fue nombrada miembro del Tribunal de Apelación de la Organización Internacional de la Francofonía.